# أمن مادي

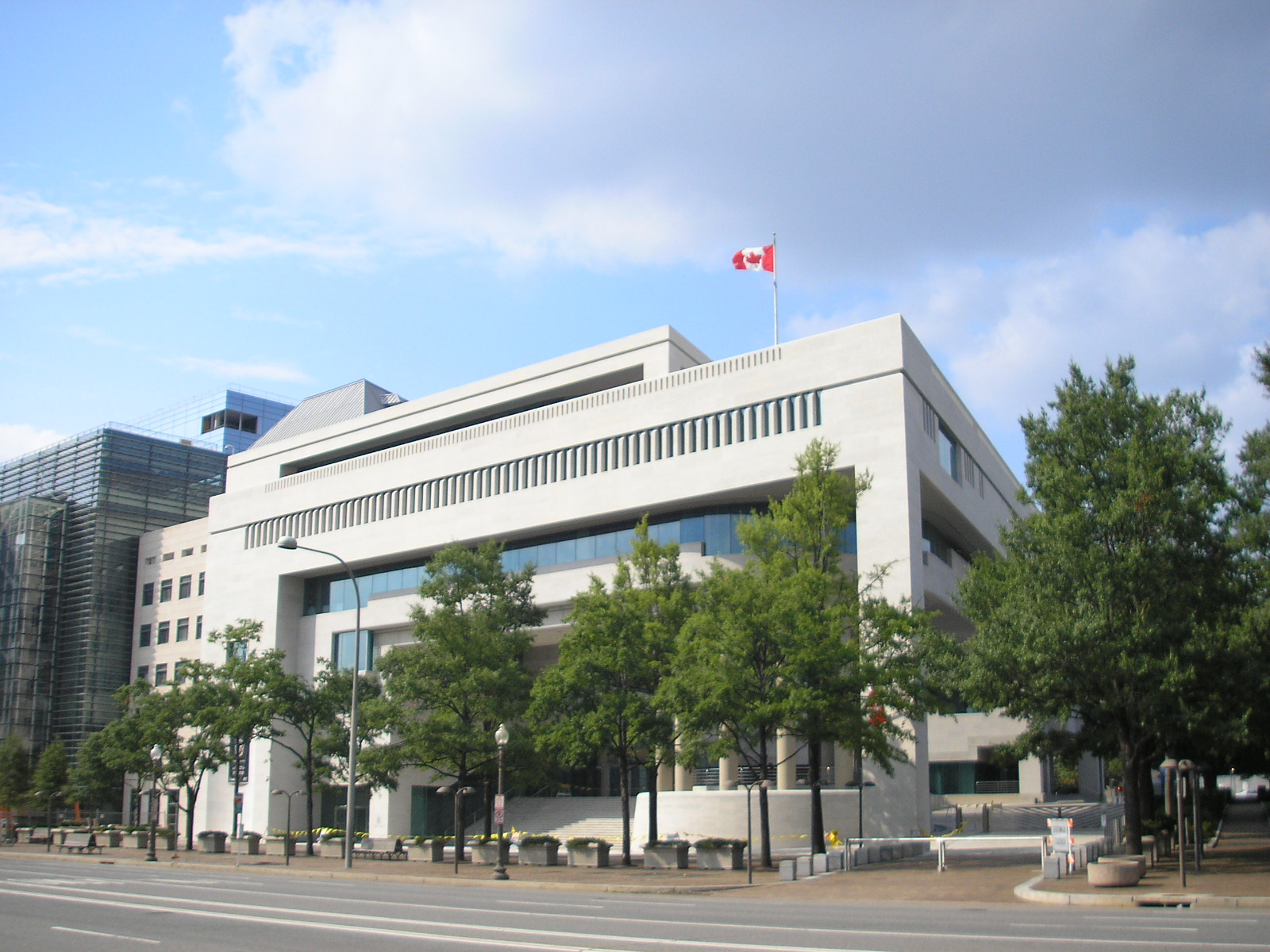
السفارة الكندية في واشنطن، تظهر استخدام المزروعات كحواجز للمركبات لزيادة مسافة المواجهة، والحواجز والبوابات على طول مدخل السيارات

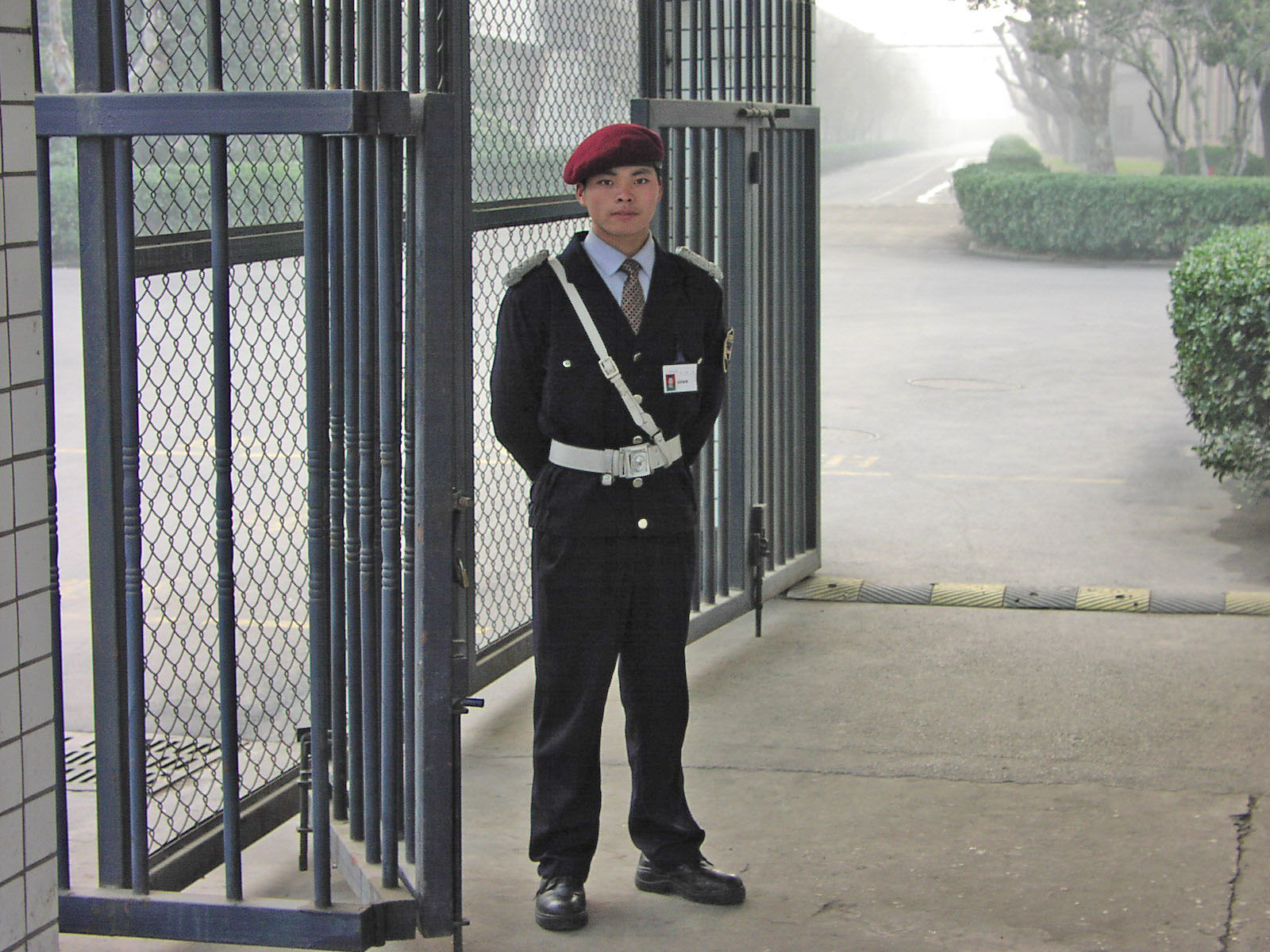
حارس أمن على بوابة سياج حماية

يصف الأمن المادي Physical security التدابير الأمنية security التي تم تصميمها لمنع الوصول غير المصرح به إلى المرافق والمعدات والموارد، وحماية الأفراد والممتلكات من التلف أو الضرر (مثل التجسس Espionage أو السرقة Theft، أو الهجمات الإرهابية Terrorist). ينطوي الأمن المادي على استخدام طبقات متعددة من نظم مترابطة، تشمل الدوائر التلفزيونية المغلقة CCTV، وحراس الأمن Security guards، حواجز واقية Protective barriers، والأقفال locks، وبروتوكولات التحكم في الوصول Access control ، والعديد من التقنيات الأخرى.

## نظرة عامة
تهدف أنظمة الأمن المادي للمرافق المحمية عموما إلى:
- ردع المتسللين المحتملين (مثل علامات التحذير وعلامات الحدود الخارجية).
- تمييز الأشخاص المأذون لهم من غير المصرح لهم (مثل استخدام بطاقات المفاتيح / شارات الوصول).
- تأخير، ,إحباط، ومنع محاولات التسلل (مثل الجدران قوية، وأقفال الأبواب وخزائن).
- كشف الاختراقات ورصد / تسجيل الدخلاء (مثل أجهزة الإنذار عن الدخلاء وأنظمة الدوائر التلفزيونية المغلقة)، و
- إطلاق ردود الفعل المناسبة (على سبيل المثال من قبل حراس الأمن والشرطة).